# جانيت آن مور
جانيت آن مور (بالإنجليزية: Janet Ann Moore)‏ هي ممرضة نيوزيلندية، ولدت في 5 فبراير 1880، وتوفيت في 11 يناير 1968.